# Gonaxia stricta
Gonaxia stricta är en nässeldjursart som beskrevs av Vervoort 1993. Gonaxia stricta ingår i släktet Gonaxia och familjen Sertulariidae. Inga underarter finns listade i Catalogue of Life.